# メジャーリーグ中継 (ニッポン放送)
メジャーリーグ中継（メジャーリーグちゅうけい）は、日本のラジオ局であるニッポン放送（LF）が制作・放送する、北アメリカ（北米。アメリカ合衆国=米国・カナダ）のプロ野球・メジャーリーグベースボール（MLB、大リーグ）中継番組。
同局が普段放送している日本プロ野球（NPB）中継『ニッポン放送ショウアップナイター』の特別番組という扱いで、『ショウアップナイタースペシャル オールナイトメジャーリーグ』（Show Up Nighter Special All Night Major League）のタイトルがつく場合がある。

## 概要

### 沿革

#### 日本のラジオ局で初めてのMLB公式戦中継（1978年）
1978年8月、日本のラジオ局では初となるMLB中継を放送。プロデューサーは、同局アナとしてプロ野球の実況等を担当している枇杷阪明が務めた。

#### 野茂英雄のMLBデビュー以降（1990年代後半）
その後、野茂英雄がロサンゼルス・ドジャースでMLBデビューした1995年より、再びMLB中継を開始。1996年頃にニッポン放送が電通・MLBの間で独占放送契約を締結したため、日本のラジオでは唯一のMLB中継番組となっている。

#### MLBが初めて日本国内で開催した公式戦を中継（2000年）
2000年には、MLB初の日本公式戦開催として3月29日・30日に東京ドームで行われたニューヨーク・メッツ対シカゴ・カブス開幕2連戦を、いずれも18:50からインターネットラジオで英語の実況により中継した。また、それに先駆けてNPB球団とのエキシビジョンマッチ（非公式戦）もネットラジオで英語実況中継された。

#### イチローのMLBデビュー後（2001年以降）
2001年には、イチローがシアトル・マリナーズへ入団したことに伴い、シアトルに放送拠点の配置・スポーツ部アナウンサーの常駐を開始。「ベクター」というアメリカ製の新型中継機器が導入。マイク4本分挿入可能で、電話回線をつないでクリアーな音声で中継が可能であった。MLB開幕戦から中継したほか、イチローのMLBデビュー戦も実況生中継された。また、MLBオールスターゲームを中継し、兵庫県のラジオ関西（AM KOBE）でもネットされた。マリナーズ対ニューヨーク・ヤンキースのアメリカン・リーグチャンピオンシップ第3戦の中継では、平均聴取率が1.1%、AM3局シェア50.1%を記録した。

#### 松井秀喜のMLBデビュー後（2003年以降）
松井秀喜がヤンキースに在籍していた2003年から2009年の間は、ヤンキース戦を多く放送していた。そのうち2003年は当初、3月25日・26日のアスレチックス対マリナーズの日本開幕戦中継（イラク戦争開戦のため、中止）、日本時間における4月1日午前のヤンキース開幕戦、4月7日未明のヤンキース本拠地開幕戦、4月末から5月上旬のヤンキース対マリナーズ戦の中継予定が組まれた。また、2013年7月28日に松井がヤンキースの本拠地であるヤンキー・スタジアムから選手引退セレモニーを行う際は、同日深夜1:30 - 2:15に現地からの実況生中継を編成した（番組名：『ニッポン放送スポーツスペシャル 松井秀喜引退セレモニーインニューヨーク』。出演者：実況…師岡正雄、スタジオからのコメンテーター…アキ猪瀬）。
2007年7月11日の午前9:00 - 11:55には、イチロー・斎藤隆・岡島秀樹3人の日本人選手が出場したMLBオールスターゲームの模様を『ショウアップナイタースペシャル メジャーリーグベースボール オールスター実況中継』と題し放送した（解説：アキ猪瀬、実況：松本秀夫）。

##### 2度目のMLB日本公式戦開催（2008年）
2008年3月25日・26日、東京ドームで8年ぶり・2度目の日本公式戦として開催された「'08リコーMLB開幕戦」ボストン・レッドソックス対オークランド・アスレティックス2連戦では、国内ラジオ独占生中継（開始時間…19:00、解説…デニー友利、アキ猪瀬、実況…松本秀夫=25日担当、師岡正雄=26日担当）。全米中継も行われた。また、それに先駆け「MLBプレシーズンマッチ」と題したNPBとの非公式戦中継として、22日には正午からはレッドソックス対阪神タイガース戦、午後7時からは読売ジャイアンツ（巨人）対アスレチックス戦を、23日午後7時からは巨人対レッドソックス戦をそれぞれ編成。

#### 田中将大のMLBデビュー（2014年）
2014年4月、NPBの東北楽天ゴールデンイーグルスからヤンキースへ移籍した田中将大のMLBデビュー戦含む先発予定2試合（5日対トロント・ブルージェイズ戦=ロジャーズ・センター、10日の対ボルチモア・オリオールズ戦=本拠地デビュー戦。ともに午前8:00から）を中継。いずれも、『ニッポン放送ショウアップナイタースペシャル』の冠タイトルを付けて編成。

#### 大谷翔平のMLBデビュー（2018年）
いわゆる「二刀流選手」の大谷翔平が北海道日本ハムファイターズからロサンゼルス・エンゼルスへ移籍した2018年シーズンには、投手として先発することが発表された試合を中心に、エンゼルスの公式戦を随時中継（いずれも実況：洗川雄司、解説：AKI猪瀬）。オークランド・アスレチックスとの開幕カード（オークランド・アラメダ・カウンティ・コロシアム）のうち、「8番・指名打者」としてスタメンに起用された開幕戦（日本時間の3月30日＝金曜日5:07にプレイボール）では、大谷が打席に立つシーンの生中継を当該時間帯の生ワイド番組（『上柳昌彦　あさぼらけ』『高嶋ひでたけのあさラジ!』『垣花正のあなたとハッピー!』）に組み込んだ。なお、投手としてのMLBデビュー戦（先発投手としての公式戦初登板試合）である第3戦（日本時間の4月2日＝月曜日5:07にプレイボール）については、『ショウアップナイタースペシャル』として5:00（試合開始直前）から6:54（6回表・エンゼルスの攻撃途中）まで中継した。

#### 韓国での初公式戦生中継（2024年）
2024年3月20日・3月21日に、MLBとして史上初の大韓民国開催となる「MLBソウルシリーズ2024」として行われる同年度公式戦全体の開幕戦ともなるロサンゼルス・ドジャース対サンディエゴ・パドレス（会場：高尺スカイドーム）を「ニッポン放送開局70周年記念番組・ニッポン放送ショウアップナイタースペシャル」の冠をつけて、当日19時の試合開始から試合終了まで完全生中継を実施した。現地では石井一久とAKI猪瀬が解説・実況を務めた。なおこの試合は大谷翔平の出生地・岩手県のIBC岩手放送、愛知県(岐阜県と三重県も放送対象地域)の東海ラジオ放送、山口県の山口放送にもネットされている。

### 放送時間
日曜日25:30 - 29:00（月曜日未明1:30 - 5:00）の時間に放送されることが多い。通常、日曜深夜にあたるこの時間帯はメンテナンスによる放送休止時間にあてられているが、中継する場合は他曜日と同様に終夜放送を行う。
独占放送権を取得した1996年頃には、平日午前・昼のワイド番組を短縮・休止して中継することも多く、また現在でも各ワイド番組の中で日本人選手登板回のみの中継を行うことがある。

### 実況スタイル
- ニッポン放送スポーツ部のアナウンサーが「MLBパーソナリティ」として現地に派遣され、実況中継にあたる。
- 東京・ニッポン放送のスタジオからMLB解説者、AKI猪瀬（アキ猪瀬）が中継開始時から中継終了まで参加する。放送開始当初は、メジャーリーグに詳しい解説者が少なかったことから、パンチョ伊東（伊東一雄）がパーソナリティとともに現地で解説を行っていた。
- 2007年4月より、シアトルから長谷川滋利が解説者として参加。
- 松井秀喜がヤンキースに所属していた頃は、ヤンキース広報の広岡勲が中継途中でゲストとして参加していた。
- ヤンキーススタジアムの放送ブースは三塁側。
- 試合の状況・事実をMLBパーソナリティが淡々と伝え、時折解説者に解説を求めるスタイル。

## パーソナリティ日記
ニッポン放送の公式ウェブサイト上で、メジャーリーグパーソナリティ日記を発信している。

## 歴代出演者

### 解説者
- 伊東一雄（パンチョ伊東） - 1995年の野茂デビュー戦から[注 7]2002年に死去するまでの間担当。基本的にMLB専門の解説者だったが、晩年までNPBの名鑑などでも同局野球解説者として紹介されていた[注 8]。
- AKI猪瀬（アキ猪瀬） - 2003年より担当、2004年よりニッポン放送とMLBコメンテーターとして専属契約[38]。
- 加藤博一 - 2001年にゲスト解説[注 9]
- 大矢明彦[注 10]
- オレステス・デストラーデ（2000年のMLB日本開幕戦および直前に開催されたNPB球団とのエキシビジョンマッチ英語ネット中継で担当）[注 11]
- ジャック・ギャラガー（2000年のMLB日本開幕戦前に開催された、NPB巨人とのエキシビジョンマッチ英語ネット中継で担当）[注 12]

### 実況アナウンサー
※特記ない限り、ニッポン放送アナウンサー（担当当時）。
- 宮田統樹（1997年の野茂登板試合を実況[41]。退社後も、2007年4月11日のレッドソックス対マリナーズ戦[注 13]を実況）
- 栗村智（1995年の野茂デビュー戦から[注 7]2005年のMLBオールスターゲームまで担当[44]。イチロー、佐々木主浩、吉井理人のデビュー戦も実況[注 14]）
- 福永一茂[注 15]
- 石黒新平[注 16]
- 木崎英夫（スポーツジャーナリスト[7]。2003年より、ニッポン放送から受託するかたちで、当時イチローが所属していたマリナーズをはじめ西海岸各球団の取材・リポートを担当[7]。アナウンサーではないが、2004年のイチローMLB年間安打記録更新の際、現地からの実況を担当した[7]）
- マーティ・キーナート（スポーツジャーナリスト、ニッポン放送野球解説者[注 17]。2000年のMLB日本開幕戦および直前に開催されたNPB球団とのエキシビジョンマッチ英語ネット中継で担当）[注 18]
- ウェイン・グラシック（スポーツジャーナリスト。2000年のMLB日本開幕戦前に開催された、NPB巨人とのエキシビジョンマッチ英語ネット中継で担当）[注 19]

#### パーソナリティ
- 洗川雄司（2002年初担当[46]）
- 師岡正雄[注 20]
- 松本秀夫（松本ひでお）
- 山内宏明